# Catherine Grèze

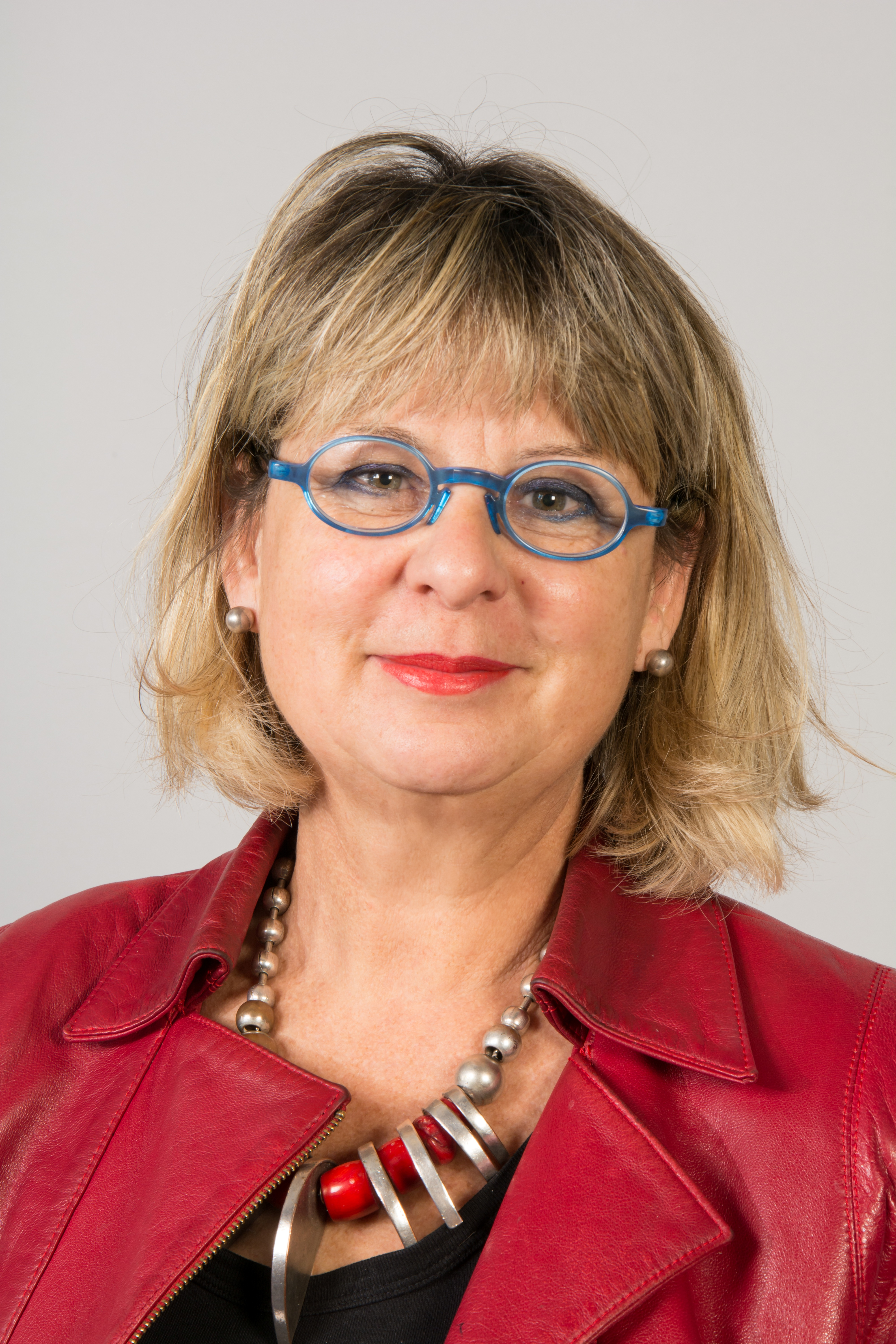
Catherine Grèze (2014)

Catherine Grèze (* 15. April 1960 in Paris) ist eine französische Politikerin (Europe Écologie-Les Verts). Sie war von 2009 bis 2014 Mitglied des Europäischen Parlaments.

## Leben
Grèze ist seit 1985 Mitglied der französischen Grünen. 
Von 2009 bis 2014 gehörte sie dem Europäischen Parlament an. Neben José Bové war sie eine der zwei grünen Abgeordneten des Wahlkreises Sud-Ouest, in dem die Partei Europe Écologie bei der Europawahl 2009 15,82 % der Stimmen gewann. Als EU-Parlamentarierin war sie Mitglied im Entwicklungsausschuss, in der Delegation für die Beziehungen zu den Ländern des Mercosur und in der Delegation in der Parlamentarischen Versammlung Europa-Lateinamerika. Sie hat das Manifest der Spinelli-Gruppe für ein föderales Europa unterzeichnet.